# Laacher See
Il Laacher See è un lago nella regione vulcanica dell'Eifel, vicino alle città di Andernach (8 km), di Bonn (37 km) e di Coblenza (24 km). Formatosi in una caldera, è di forma ovale e, con circa 3,31 km², è il più grande lago della Renania-Palatinato. L'ultimo focolaio dell'ex "vulcano Laacher" risale circa al 10 930 a.C. Sulle sue sponde si trova l'abbazia di Santa Maria.

## Etimologia
Il nome è di fatto pleonastico in quanto deriva dal latino lacus (in tedesco antico "lacha") e dal tedesco moderno "See", ovvero "lago". Nel tempo il termine "Laach" ha dato nome al luogo e al monastero, ribattezzato nel 1863 dai Gesuiti Maria Laach.

## Descrizione

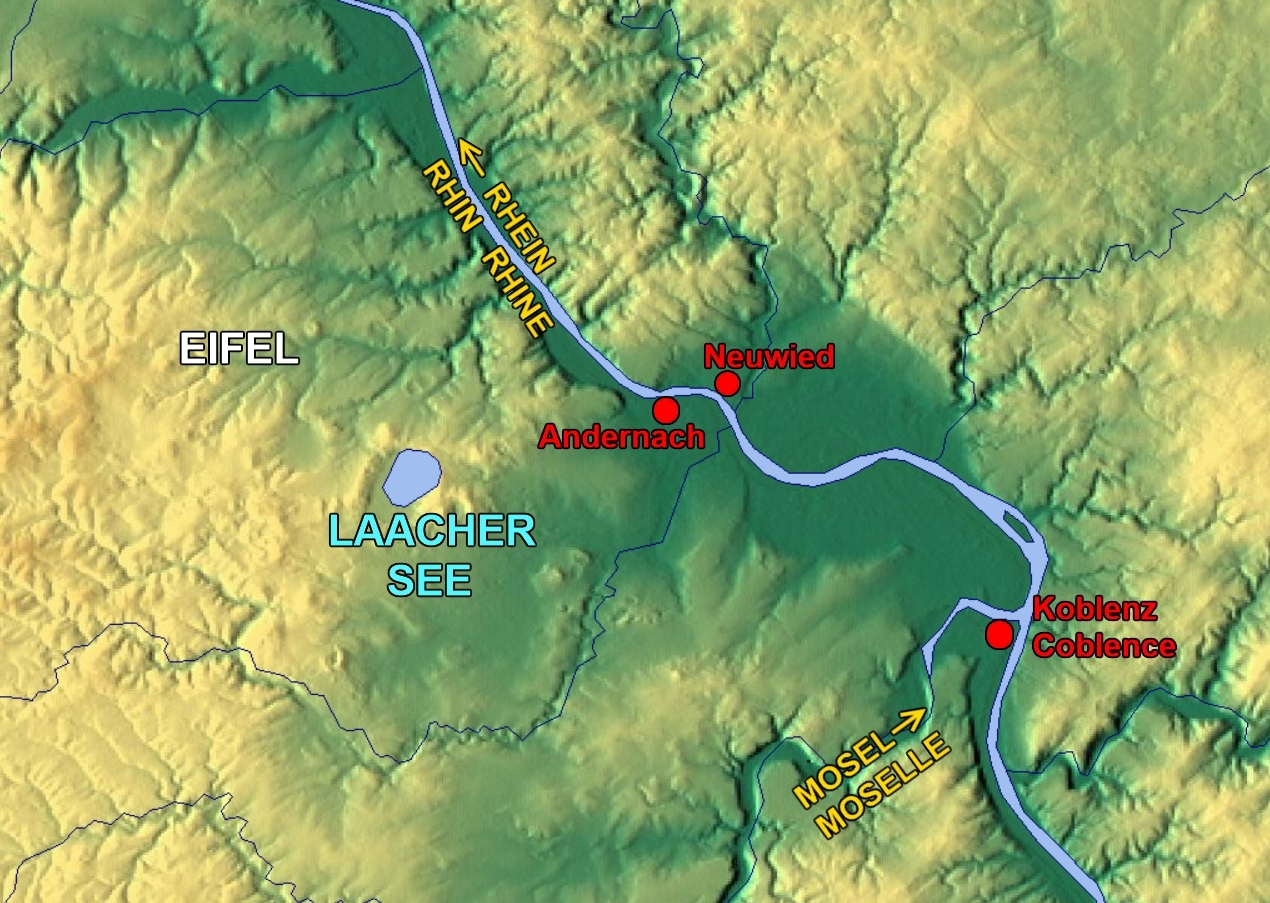
Carta topografica della regione del Laacher See

Il lago è circondato da rilievi di un'altezza media di 125 m e ha una profondità massima di 51 m. È alimentato principalmente dalle acque freatiche, fredde e di sapore amaro, e non ha drenaggio naturale. L'altezza media o "Normalnull" (zero normale) viene convenzionalmente fissata a 275 m, ma è soggetta a forti variazioni, anche di 15 m, a seconda dell'evaporazione o delle precipitazioni.
Nel Medioevo in direzione sud venne costruito il tunnel Fulbert-Stollen, lungo 880 m e alto circa 3 m, per proteggere il convento dall'acqua alta. Fulbert fu l'abate del monastero dal 1152 al 1177 e la costruzione è stata datata nell'anno 1164 secondo il metodo dendrocronologico. Tra il 1840 e 1845 le famiglie Delius e Von Ammon, allora proprietarie del bene conventuale secolarizzato e del lago, ne fecero costruire uno parallelo a circa 10 m di profondità per abbassare ulteriormente il livello dello specchio d'acqua.

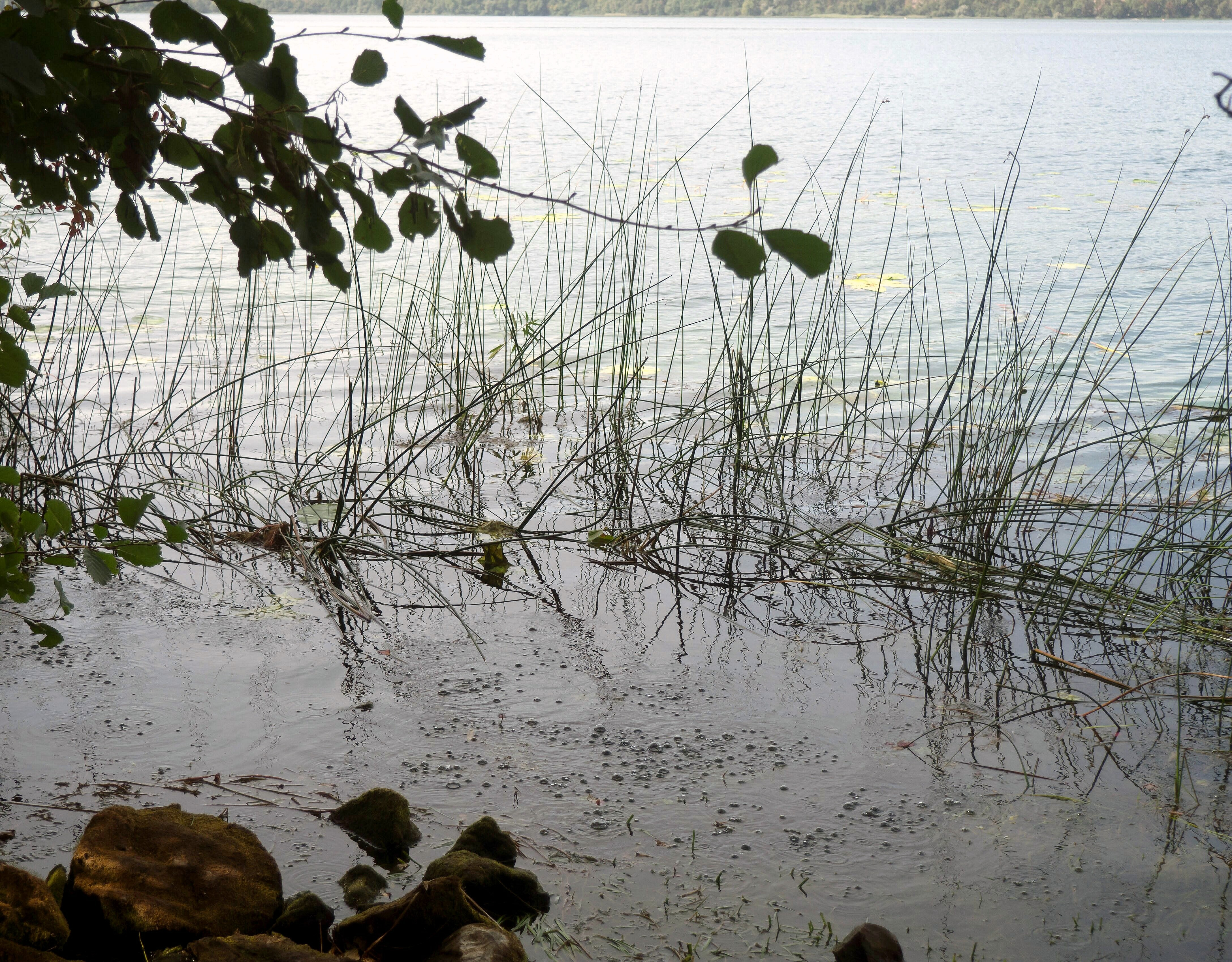
Le mofete nel Laacher See

Il Laacher See è anche un vulcano quiescente, soggetto ad attività sismiche ed anomalie termiche sotto al lago.. Tracce di attività si rilevano anche a livello dell'acqua sotto forma di degassamento vulcanico.